# ماهی‌خورک سبز
 ماهی‌خورک سبز (نام علمی: Chloroceryle americana) نام یک گونه از سرده ماهی‌خورک سبز آمریکایی است.